# Blanca Soto
Blanca Soto (Monterrey, Új-León, 1979. január 5. –) mexikói modell, színésznő.

## Élete és pályafutása
1979. január 5-én született Monterreyben.
1997-ben megnyerte a Miss Mexikó (Nuestra Belleza Mundo) szépségversenyt. 2003-ban kétévi ismeretség után férjhez ment Bill Holfelferhez. Házasságuk mindösszeg nyolc hónapig tartott, mivel házasságkötésük után egy hónappal férjénél bőrrákot diagnosztizáltak és hét hónappal később Bill meghalt. 2007 júliusában Jack Hartnett, amerikai színész felesége lett.
2007-ben elnyerte a New York International Independent Film and Video Festival „Legjobb színésznő” díját a rövidfilmek kategóriában, a La Vida Blanca című filmben nyújtott alakításáért. A La Vida Blanca, amelyenek főszereplője és társproducere is volt elnyerte a Fesztivál „Legjobb rövidfilm” díját.
2010-ben Jaime Camil partnereként játszott a Regresa című filmben. Ezt követően az Eva Luna című telenovella főszereplője lett Guy Ecker partnereként. 2011. november 17-én bejelentette, hogy elválik férjétől. 2012-ben megkapta Juan Osorio Amit a szív diktál című telenovellájának főszerepét, melyben Fernando Colunga partnere volt. 
2013-ban az Obscuro Total című színdarabban szerepelt Miamiban. Itt újra együtt dolgozott Fernando Colungával, aki a darab rendezője is volt. 2014-ben szerződést kötött a Telemundóval és ő lett a Señora Acero címszereplője.

## Filmográfia

### Film
| Év   | Eredeti Cím         | Cím                 | Szerep           |
| ---- | ------------------- | ------------------- | ---------------- |
| 2007 | La Vida Blanca      |                     | Blanca Erraruiz  |
| 2007 | Tampa Jai Alai      |                     | Lissette Arriaga |
| 2008 | Divina confusión    |                     | Afrodita         |
| 2009 | Deep in the Valley  |                     | Suzi Diablo      |
| 2010 | Regresa             |                     | María González   |
| 2010 | Dinner for Schmucks | Gyógyegér vacsorára | Catherine        |
| 2013 | Sovereign           |                     |                  |

### Telenovella
| Év        | Eredeti Cím          | Cím                | Szerep                         | Magyarhang    | Tv stúdió            |
| --------- | -------------------- | ------------------ | ------------------------------ | ------------- | -------------------- |
| 2010-2011 | Eva Luna             | Eva Luna           | Eva González Aldana „Eva Luna” | Ruttkay Laura | Univision-Venevision |
| 2012      | El Talismán          | Talizmán           | Camila Nájera Rivera           | Ruttkay Laura | Venevision           |
| 2012-2013 | Porque el amor manda | Amit a szív diktál | Alma Montemayor Mejia          | Ruttkay Laura | Televisa             |
| 2014-2015 | Señora Acero         |                    | Sara Aguilar Bermúdez          |               | Telemundo            |

## Díjak
| Év   | Díj                          | Kategória                          | Cím                                    | Eredmény |
| ---- | ---------------------------- | ---------------------------------- | -------------------------------------- | -------- |
| 1997 | Nuestra Belleza Mundo Mexico | Szépségverseny                     | + Különdíj "Skin Solar Hinds"          | Elnyerte |
| 1997 | Miss Verano Viña del Mar     | Szépségverseny                     |                                        | Elnyerte |
| 2007 | Feature Film Award           | Legjobb színésznő                  | La Vida Blanca                         | Elnyerte |
| 2011 | Premios Juventud             | Álmaim asszonya                    | Eva Luna                               | Jelölve  |
| 2011 | Premios Juventud             | Legjobb színésznő                  | Regresa                                | Elnyerte |
| 2011 | Premios People En Español    | Legjobb női főszereplő             | Eva Luna                               | Jelölve  |
| 2011 | Premios People En Español    | Legjobb női felfedezett            | Eva Luna                               | Jelölve  |
| 2011 | Premios People En Español    | Legjobb műsorvezető                | Premios Juventud 2012 (& William Levy) | Jelölve  |
| 2011 | Premios People En Español    | Legjobb jelmez                     |                                        | Jelölve  |
| 2012 | Premios Juventud             | Álmaim asszonya                    | El Talismán                            | Jelölve  |
| 2012 | Premios Actrices Latinas     | Legjobb páros (& Fernando Colunga) | Porque el amor manda                   | Jelölve  |
| 2013 | Premios Juventud             | Álmaim asszonya                    | Porque el amor manda                   | Elnyerte |
| 2013 | Premios People En Español    | Legjobb páros (& Fernando Colunga) | Porque el amor manda                   | Elnyerte |
| 2013 | Premios People En Español    | Legjobb női főszereplő             | Porque el amor manda                   | Elnyerte |
| 2014 | TVyNovelas-díj               | Legjobb női főszereplő             | Porque el amor manda                   | Jelölve  |
| 2014 | TVyNovelas-díj               | Legjobb csók (& Fernando Colunga)  | Porque el amor manda                   | Jelölve  |
| 2014 | TVyNovelas-díj               | Legjobb páros (& Fernando Colunga) | Porque el amor manda                   | Jelölve  |
| 2014 | TVyNovelas-díj               | Legszebb nő                        | Porque el amor manda                   | Jelölve  |